# Anton Ponkrachov
Anton Aleksandrovitch Ponkrachov (en russe : Антон Александрович Понкрашов), né le 23 avril 1986 à Léningrad, dans la République socialiste fédérative soviétique de Russie, est un joueur russe de basket-ball, évoluant aux postes d'arrière et d'ailier.

## Carrière
En juin 2013, le CSKA et Ponkrachov rompent le contrat entre les deux parties. Ponkrachov rejoint le Krasnye Krylya Samara, puis en février 2014, il signe, jusqu'à la fin de la saison, avec le Lokomotiv Kouban-Krasnodar qui joue encore en Euroligue. 
Au début de la saison 2014-2015, Ponkrachov signe à l'Octobre rouge Volgograd mais en janvier 2015, il rejoint l'UNICS Kazan pour remplacer Níkos Zísis et y signe un contrat de trois ans.
En juillet 2019, Ponkrachov rejoint le Zénith Saint-Pétersbourg pour une saison.
En février 2021, Ponkrachov s'engage avec le BC Khimki Moscou jusqu'au terme de la saison en cours.

## Palmarès

### Clubs
- Vainqueur de la VTB United League en 2010, 2012, 2013 avec le CSKA Moscou.
- Vainqueur de la Coupe de Russie 2008 avec le BC Khimki, 2010 avec le CSKA Moscou et 2011 avec le Spartak Saint-Pétersbourg.
- Vainqueur du Championnat de Russie en 2010, 2012, 2013 avec le CSKA Moscou.

### Sélection nationale
- Médaille de bronze aux Jeux olympiques 2012 de Londres.
- Champion d'Europe 2007
- 3e du championnat d'Europe 2011
- Champion d'Europe des 20 ans et moins 2005